# 龔善選
龔善選，字大生，江西臨江府清江縣人，明朝政治人物、賜特用進士出身。
崇禎三年（1630年）中舉人，十三年中會試乙榜，十五年賜進士，歷官安順府推官，令行法肅、苗蠻畏順；隆武時從楊廷麟軍，遷禮科給事中，疏陳大事攸歸；永曆元年改兵科給事中，冊封忠貞營李赤心、高必正。二年從扈奉天，陞太常寺少卿，後死兵中。